# Lindsey Heaps
Lindsey Heaps (Golden, 26 mei 1994), geboren als Lindsey Horan, is een voetbalspeelster uit de Verenigde Staten. Ze speelt als middenvelder voor Olympique Lyon in de Division 1 Féminine.

## Clubcarrière
Heaps maakte in 2012 voor Colorado Rush haar debuut in de USL W-League. Voor deze club speelde ze drie wedstrijden, waarin Heaps twee doelpunten maakte. In een wedstrijd tegen Seattle Sounders Women maakte Heaps op 1 juni 2012 een doelpunt waarmee ze Amerikaans international Hope Solo verschalkte. Ze maakte indruk op meerdere speelsters van Seattle, waaronder Megan Rapinoe die haar "a hell of a player" noemde.

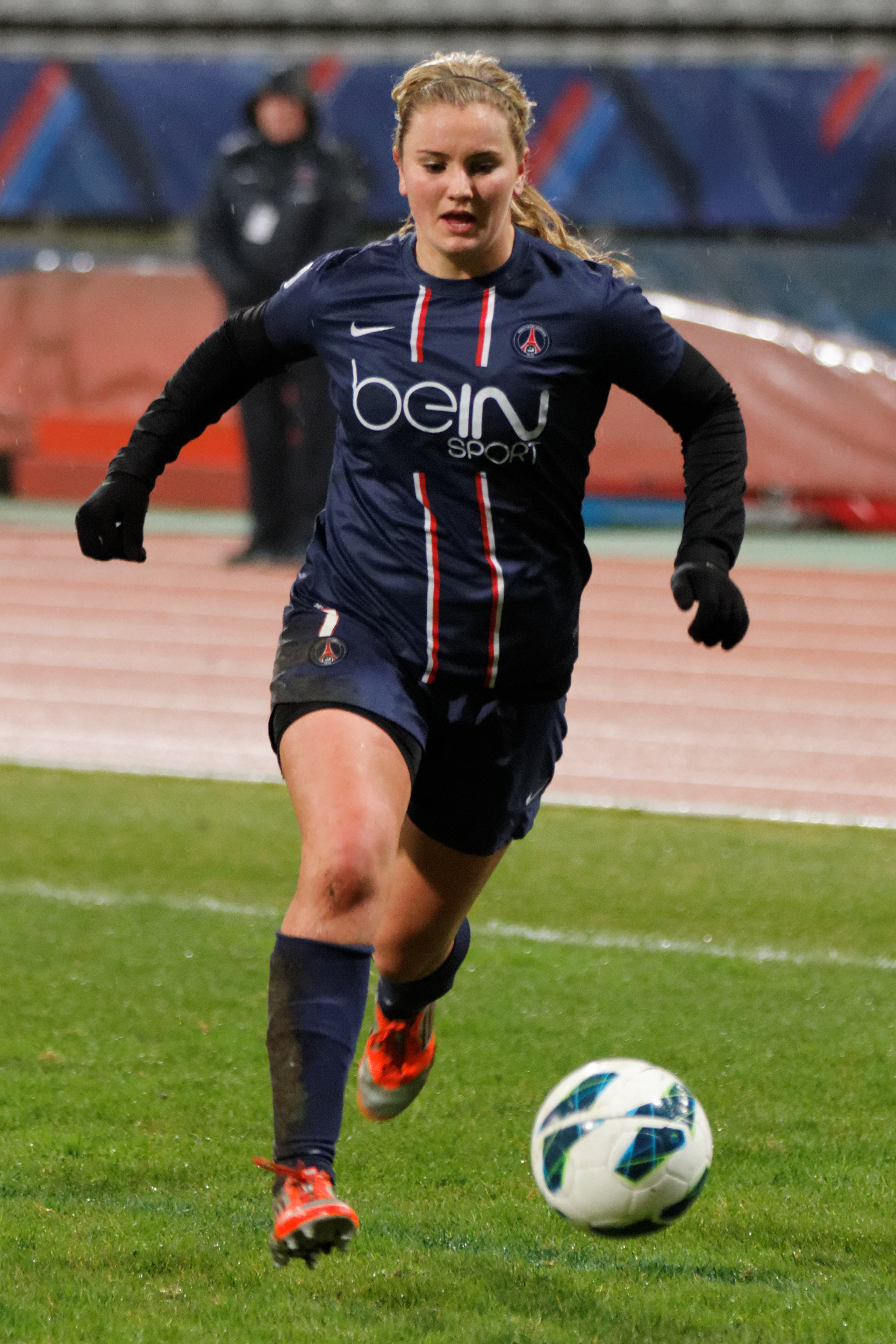
Heaps bij PSG tijdens het seizoen 2012/13

In juli 2012 tekende Heaps een contract bij het Franse Paris Saint-Germain. Na vier jaar werd haar contract ontbonden om Heaps de ruimte te geven om terug te keren naar de Verenigde Staten. Heaps speelde haar laatste wedstrijd voor PSG op 5 december 2015. Ze nam afscheid door het openingsdoelpunt te maken in een 5-0 overwinning op FCF Juvisy. Heaps maakte 46 doelpunten in 58 optredens voor PSG.

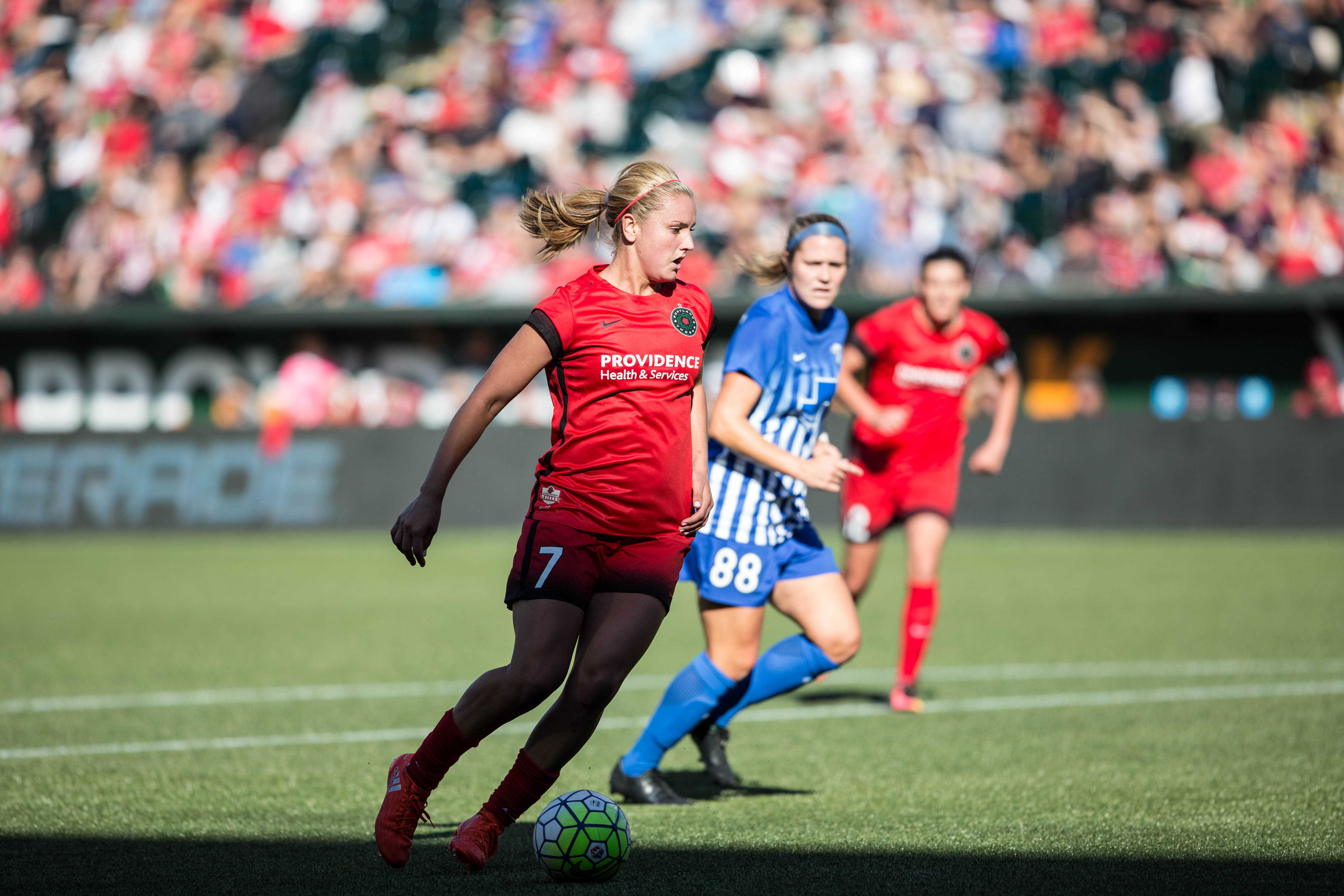
Heaps bij Portland Thorns in 2016

Op 13 januari 2016 tekende Heaps een contract bij Portland Thorns FC in de NWSL.
In tegenstelling tot haar rol bij PSG, speelde Heaps in Portland als centrale middenvelder vergelijkbaar als bij de Amerikaanse nationale ploeg.
Heaps maakte het enige doelpunt van Portland in een 1-0 overwinning op  North Carolina Courage in de 2017 NWSL Championship en werd daarmee MVP. In juli 2018 werd ze uitgeroepen tot speelster van de maand. Daarnaast werd Heaps opgenomen in het NWSL-elftal van het seizoen en werd ze op 21 september 2018 benoemd tot MVP.
In 2020 werd Heaps met Portland Thorns landskampioen, won ze het Community Shield, de Challenge Cup, de International Champions Cup en het NWSL Shield.
Op 22 juli 2023 maakte Heaps, nadat ze eerder al was verhuurd, de permanente overstap naar Olympique Lyon. Met de overgang was een transfersom van €250.000 met bonussen tot €50.000 gemoeid. In haar eerdere verhuurbeurt had ze acht doelpunten gemaakt in 37 optredens, werd ze tweemaal landskampioen van de Division 1 Féminine en won ze de Champions League. Op 10 oktober 2024 maakte ze haar eerste hattrick voor Lyon in een wedstrijd tegen AS Saint-Étienne. Op 16 november 2024 maakte Heaps opnieuw een hattrick tegen AS Saint-Étienne.

## Statistieken
| Seizoen | Club                | Land             | Competitie          | Wedstrijden | Doelpunten |
| ------- | ------------------- | ---------------- | ------------------- | ----------- | ---------- |
| 2012/13 | Paris Saint-Germain | Frankrijk        | Division 1 Féminine | 20          | 17         |
| 2013/14 | Paris Saint-Germain | Frankrijk        | Division 1 Féminine | 18          | 14         |
| 2014/15 | Paris Saint-Germain | Frankrijk        | Division 1 Féminine | 11          | 9          |
| 2015/16 | Paris Saint-Germain | Frankrijk        | Division 1 Féminine | 9           | 6          |
| 2016    | Portland Thorns FC  | Verenigde Staten | NWSL                | 16          | 6          |
| 2017    | Portland Thorns FC  | Verenigde Staten | NWSL                | 26          | 5          |
| 2018    | Portland Thorns FC  | Verenigde Staten | NWSL                | 24          | 14         |
| 2019    | Portland Thorns FC  | Verenigde Staten | NWSL                | 14          | 1          |
| 2020    | Portland Thorns FC  | Verenigde Staten | NWSL                | 4           | 1          |
| 2021    | Portland Thorns FC  | Verenigde Staten | NWSL                | 14          | 2          |
| 2021/22 | Olympique Lyon      | Frankrijk        | Division 1 Féminine | 5           | 0          |
| 2022/23 | Olympique Lyon      | Frankrijk        | Division 1 Féminine | 14          | 5          |
| 2023/24 | Olympique Lyon      | Frankrijk        | Division 1 Féminine | 15          | 6          |
| 2024/25 | Olympique Lyon      | Frankrijk        | Division 1 Féminine | 13          | 11         |
| Totaal  | Totaal              | Totaal           | Totaal              | 203         | 97         |

Laatste update: 27 maart 2025

## Interlandcarrière

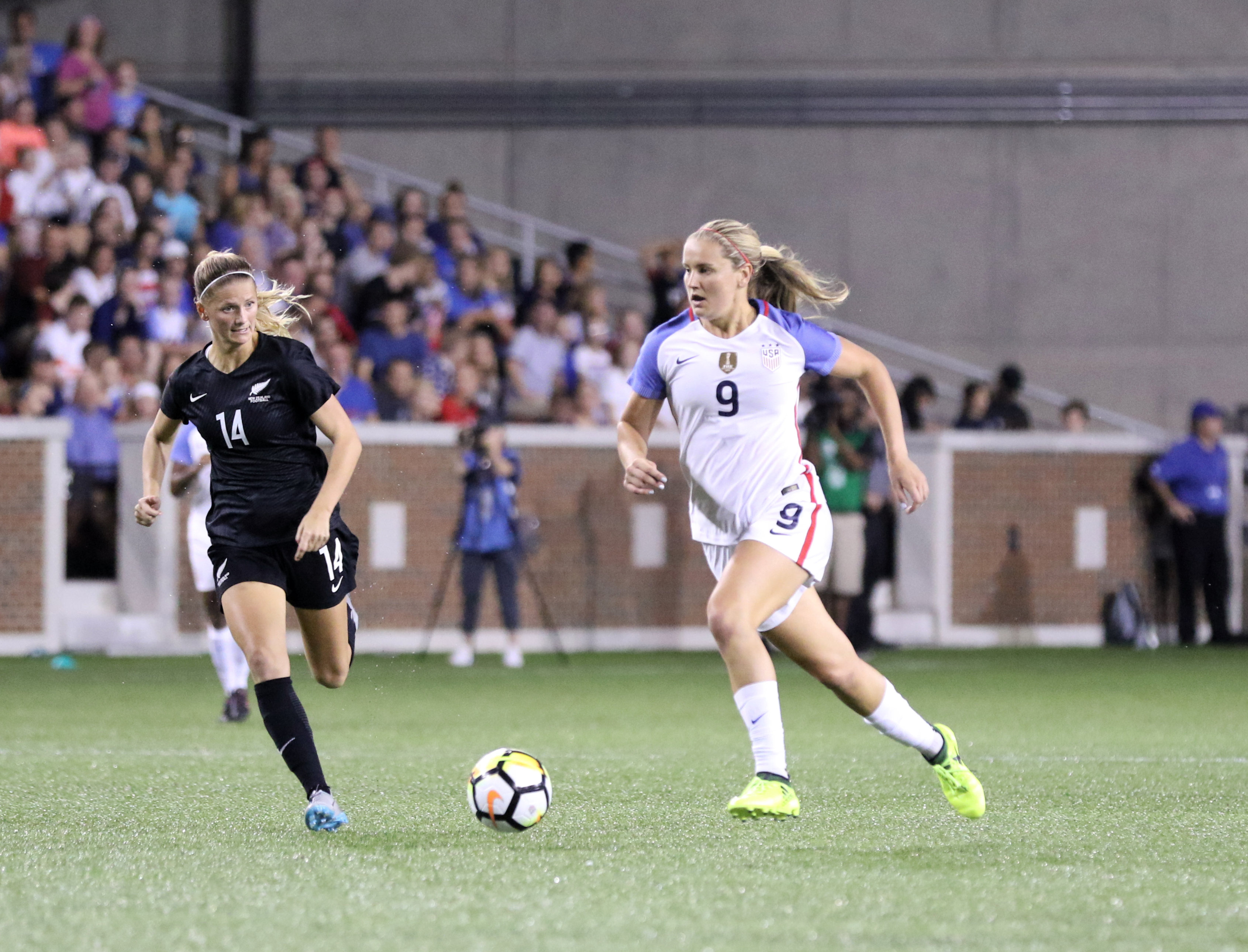
Heaps (rechys) bij de Amerikaanse ploeg in 2017

Heaps werd op achttienjarige leeftijd voor het eerst opgeroepen in februari 2013 voor het Amerikaanse nationale team voor tijdens de Algarve Cup in 2013. Op dit toernooi maakte ze in een wedstrijd tegen China op 8 maart 2013. In 2015 werd Heaps opnieuw geselecteerd. In december 2015 maakte Heaps haar eerste interlanddoelpunt tegen Trinidad en Tobago. Ze werd geselecteerd voor een CONCACAF kwalificatietoernooi voor de Olympische Zomerspelen  en begon in het eerste groepsduel tegen Costa Rica. Ondanks dat ze in die tijd een succesvolle spits was bij PSG mer 46 doelpunten in 56 optredens, speelde Heaps in de Amerikaanse ploeg als middenvelder.
Heaps werd opgenomen in de Amerikaanse selectie van het WK 2019. Ze maakte haar eerste doelpunt op een WK in het eerste groepsduel tegen Thailand, die met 13-0 gewonnen werd. Heaps werd op het EK 2019 met haar land wereldkampioen nadat Nederland in de finale met 2-0 werd verslagen. Op 21 januari 2020 maakte Heaps de eerste hattrick in haar carrière tegen Panama.
Op 24 juli 2021 speelde Heaps haar honderdste interland voor de Verenigde Staten en wist ze tot scoren te komen tegen Nieuw-Zeeland tijdens Olympische Zomerspelen 2020.
Tijdens het WK 2023 kwam Heaps tot scoren in de groepswedstrijden tegen Vietnam en Nederland.
Heaps werd eveneens geselecteerd voor de Olympische Spelen 2024 in Frankrijk. Als aanvoerder leidde ze haar land naar olympisch goud door Brazilië in de finale met 1-0 te verslaan.

## Privé
Heaps trouwde op 28 december 2024 met Tyler Heaps. Het koppel ontmoette elkaar tijdens zijn werkzaamheden als Amerikaanse voetbalbondanalist. Tyler Heaps is eveneens sportief directeur en manager van voetbalclub San Diego FC in de Major League Soccer. Sinds 2025 speelt ze daarom niet meer onder de naam Horan, maar onder de naam Heaps. Bij Olympique Lyon hield ze voor de rest van het seizoen 2024/25 Horan op haar shirt omdat de Division 1 Féminine geen naamswijzigingen tijdens het seizoen toestond.